# 莫利亚 (曼托瓦省)
莫利亚（義大利語：Moglia），是意大利曼托瓦省的一个市镇。总面积31平方公里，人口5967人，人口密度192.5人/平方公里（2009年）。国家统计（ISTAT）代码为020035。